# Oryzomys ratticeps
Oryzomys ratticeps é uma espécie de roedor da família Cricetidae.
Pode ser encontrada nos seguintes países: Argentina, Brasil e Paraguai.